# Martirio
María Isabel Quiñones Gutiérrez coneguda artísticament com a Martirio (Huelva, 21 de març de 1954) és una cantant espanyola. El 2019 li va ser atorgada la Medalla d'Or al Mèrit en les Belles Arts.

## Discografia
- Estoy mala 1986
- Cristalitos machacaos 1989
- La bola de la vida del amor 1991
- He visto color por sevillanas 1994
- Coplas de madrugá con Chano Domínguez 1997
- Flor de piel 1999
- Mucho corazón 2001
- Martirio 1986-1989 Recopilatorio 2002
- Colección Nuevos Medios. Martirio. Recopilatorio 20 años de Nuevos Medios. 2002.
- Fundamental 2003
- Acoplados con Chano Domínguez 2004
- Primavera en Nueva York 2006
- Martirio. 25 años en directo. 2009. Enregistrat en directe a la Sala Luz de Gas de Barcelona els dies 20, 21 i 22 d'octubre de 2008